# Foreningen for Undersøgende Journalistik
Foreningen for Undersøgende Journalistik (FUJ) er en dansk forening oprettet i 1989, der arbejder for at fremme undersøgende journalistik.
Foreningen uddeler FUJ-prisen inden for fire kategorier: Graverprisen, Aktualitetsprisen, Metodeprisen og Formidlingsprisen.